# Мел Майя
Мелисса (Мел) Майя де Соуза (порт. Melissa 'Mel' Maia; род. 3 мая 2004, Рио-де-Жанейро) — бразильская актриса.

## Биография
Мел Майя родилась в мае 2004 года. В пять лет Мел объявила родителям, что хочет стать актрисой. Девочку отдали в театральную школу, и уже в 2011 году она впервые появилась на телевидении — в заключительном выпуске шоу «Часы приключений» сезона 2010 года. После этого центральный телеканал Globo пригласил Мел на съёмки в новом сериале «Проспект Бразилии», где она сыграла главную роль Риты-Нины. Роль принесла Мел целый ряд наград по итогам 2012 года, включая звание актёра года Бразилии в категории «Ребёнок-актёр».
После «Проспекта Бразилии» рассматривалась возможность съёмок Майи в теленовелле «Бок о бок», но в итоге она была утверждена на роль Перолы — маленькой девочки, в которую воплотилась душа буддистского святого — в сериале канала Globo «Редкое сокровище». Как и в «Проспекте Бразилии», в «Редком сокровище» персонаж Майи был ключевым для сюжета, и новая роль принесла ей ещё ряд номинаций на национальные премии, в том числе вторую подряд номинацию на звание актёра года. По окончании съёмок «Редкого сокровища» было сообщено, что Майя снимется в триллере режиссёра Вальтера Лимы.
В интервью Мел Майя сообщала, что, несмотря на съёмки, её родители стараются обеспечить ей нормальное детство и учёбу. На съёмках «Редкого сокровища» она подружилась с актёрами Бруну Гальяссу и Бьянкой Бин, игравшими роли её родителей.

## Фильмография
| Год  |   | Русское название  | Оригинальное название | Роль            |
| ---- | - | ----------------- | --------------------- | --------------- |
| 2012 | с | Проспект Бразилии | Avenida Brasil        | Рита / Rita     |
| 2013 | с | Редкое сокровище  | Joia Rara             | Перола / Pérola |

## Награды и номинации
- 2012 — Prêmio Extra de Televisão в категории «Ребёнок-открытие»[6]
- 2013 — Prêmio Contigo! в категории «Лучший ребёнок-актёр»[7]
- 2013 — актёр года в Бразилии в категории «Ребёнок-актёр»[2]
- 2013 — номинация на Prêmio Quem в категории «Телевизионное открытие года»[8]
- 2013 — номинация на Troféu Imprensa в категории «Открытие года»[9]
- 2014 — номинация на звание актёра года в Бразилии в категории «Ребёнок-актёр»[4]